# Irene von Rom († um 288)

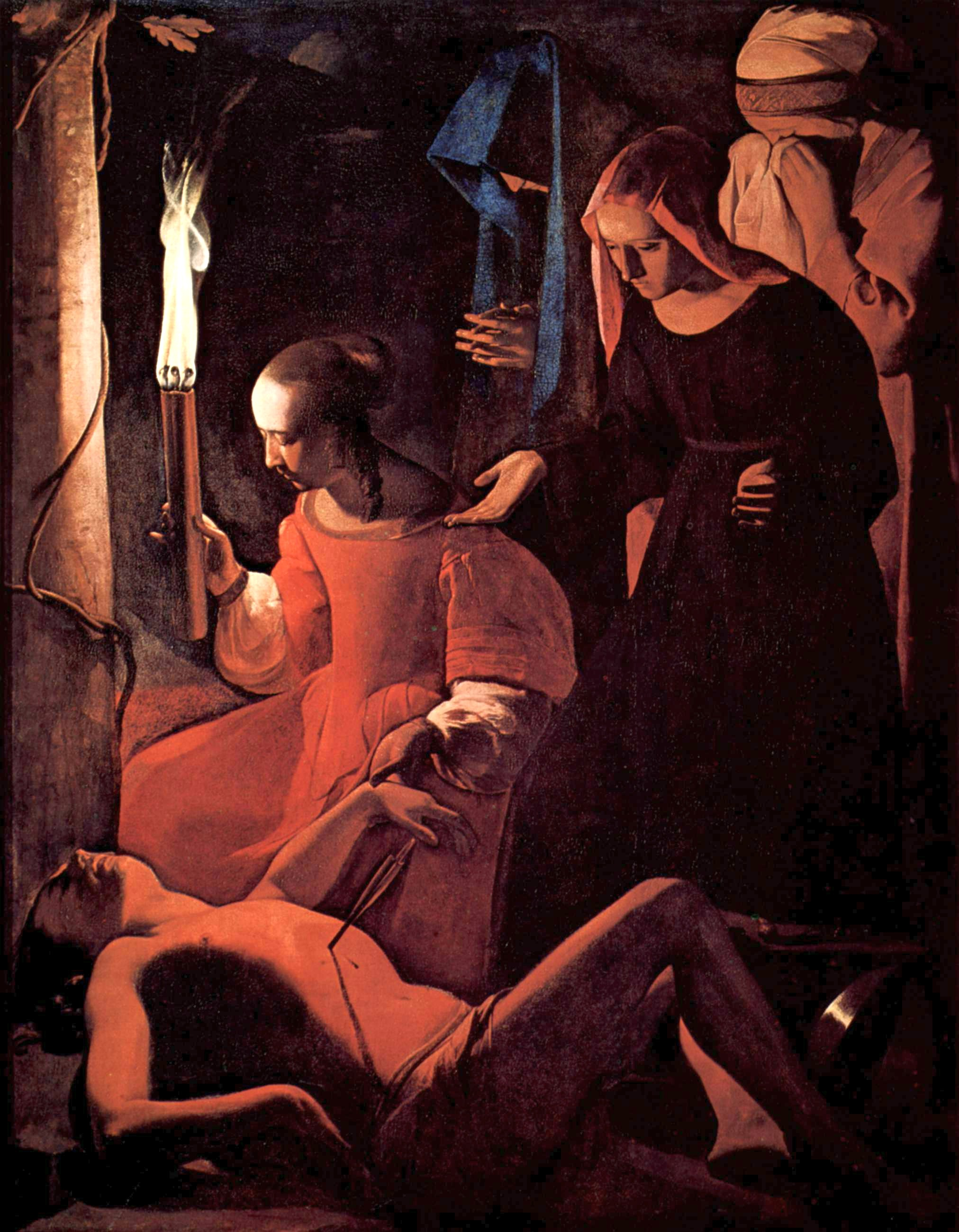
Georges de la Tour: Die hl. Irene pflegt den verwundeten hl. Sebastian

Irene von Rom († um 288) war der Überlieferung der katholischen Kirche zufolge die Witwe des heiligen Kastulus, der das Martyrium erlitten hatte. Sie wird in der katholischen und der orthodoxen Kirche als Heilige verehrt. Ihr Gedenktag ist der 22. Januar.
Der Überlieferung zufolge fand Irene den von seinen Verfolgern durch Pfeile verwundeten heiligen Sebastian, den man zum Sterben an einem Baum hatte hängen lassen, und pflegte ihn gesund. Später erlitt Sebastian das Martyrium auf andere Weise.
In der christlichen Ikonographie wird die hl. Irene mit den Attributen Ölzweig und Salbfläschchen, den heiligen Sebastian pflegend, dargestellt. Sie gilt als Schutzpatronin der Kranken.